# Emléktáblák Zalaszentgróton
Zalaszentgrót szócikkhez kapcsolódó képgaléria, mely helyi, országos vagy nemzetközi hírű személyekkel, valamint épületekkel, műtárgyakkal, helynevekkel és eseményekkel összefüggő emléktáblákat tartalmaz.

## Galéria

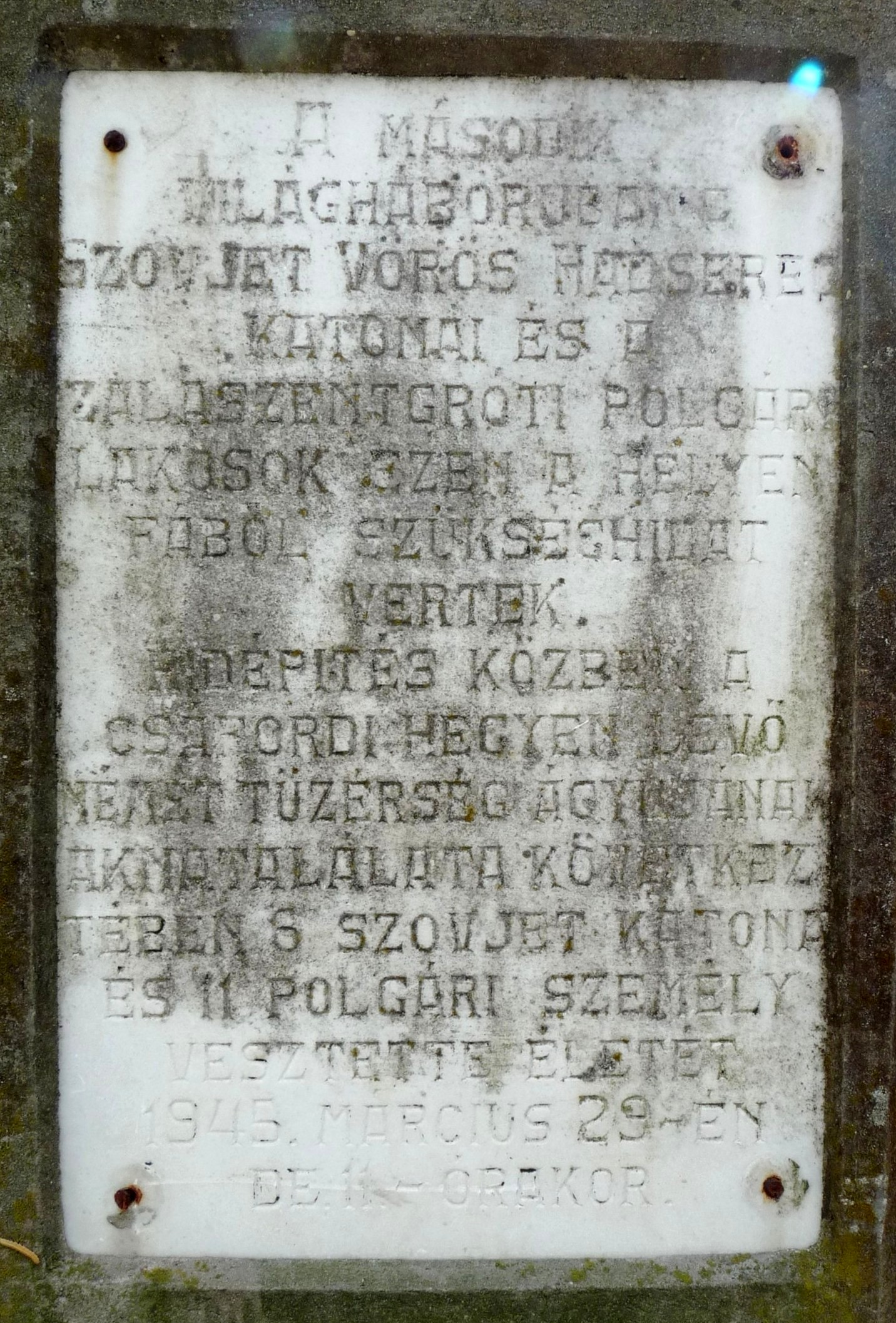
2. világháborús német ágyúzás; Zala utca 1.
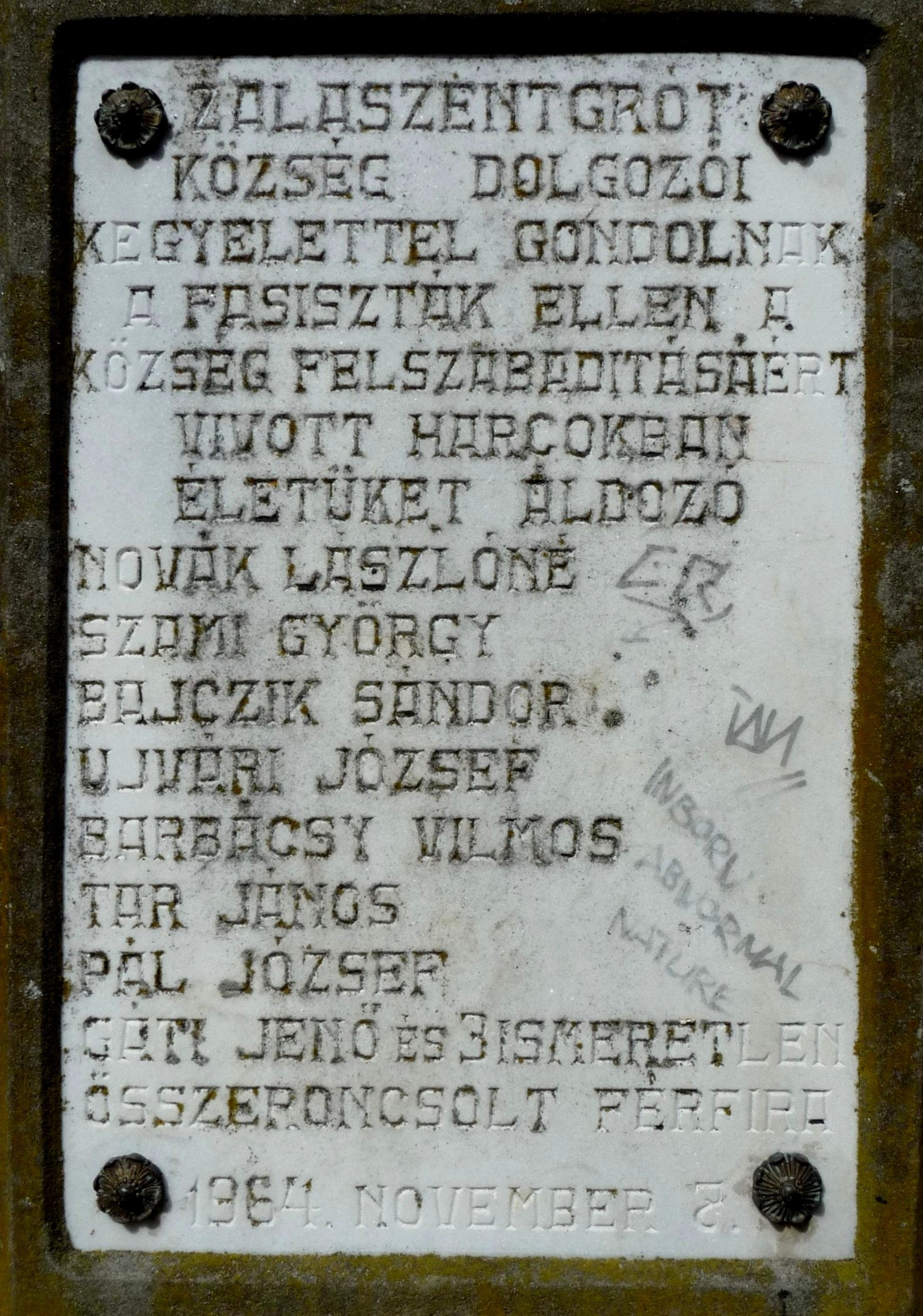
2. világháborús német ágyúzás magyar áldozatai[1]; Zala utca 1.
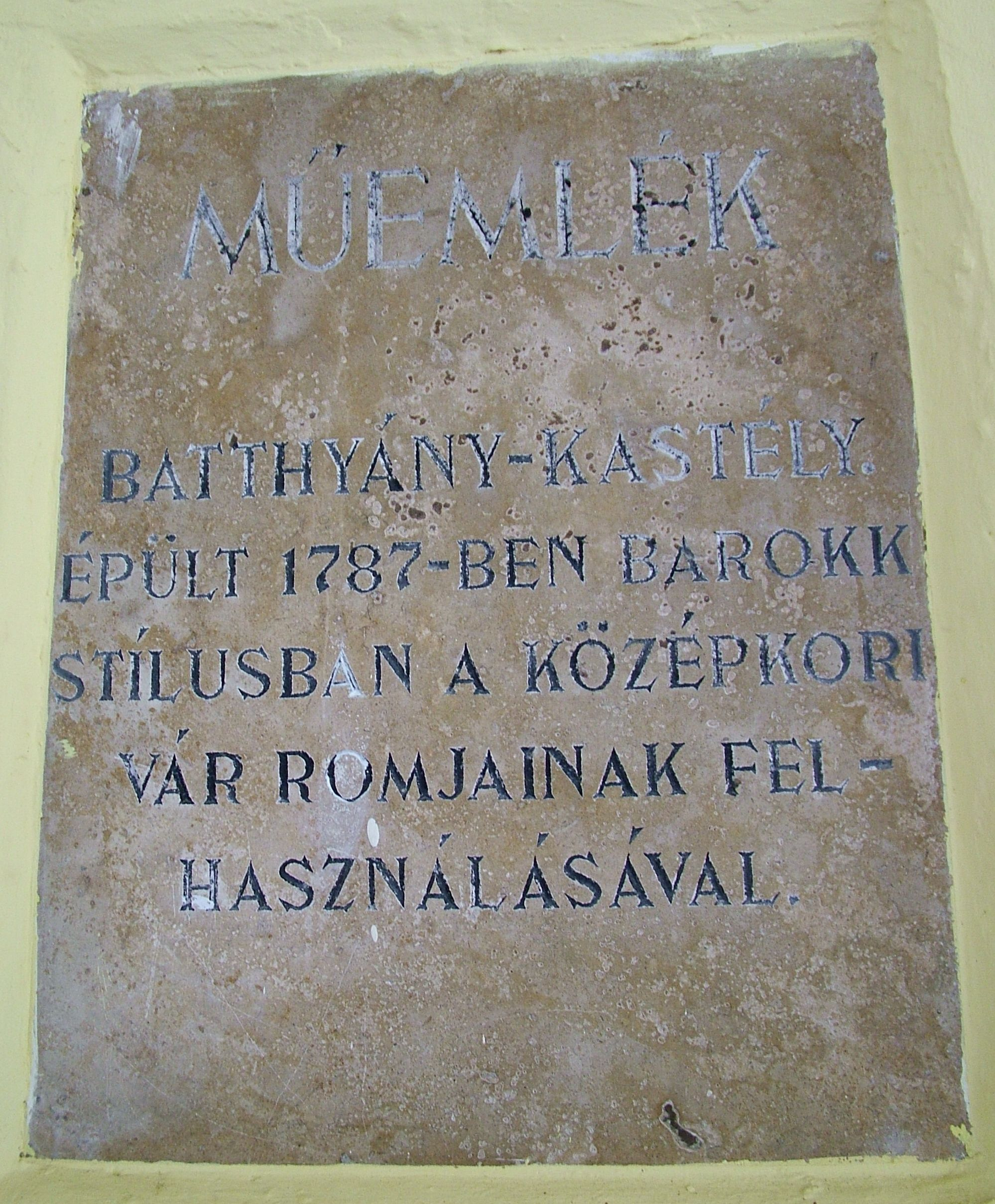
A Batthyány-kastély műemléki táblája; Zala utca 1.
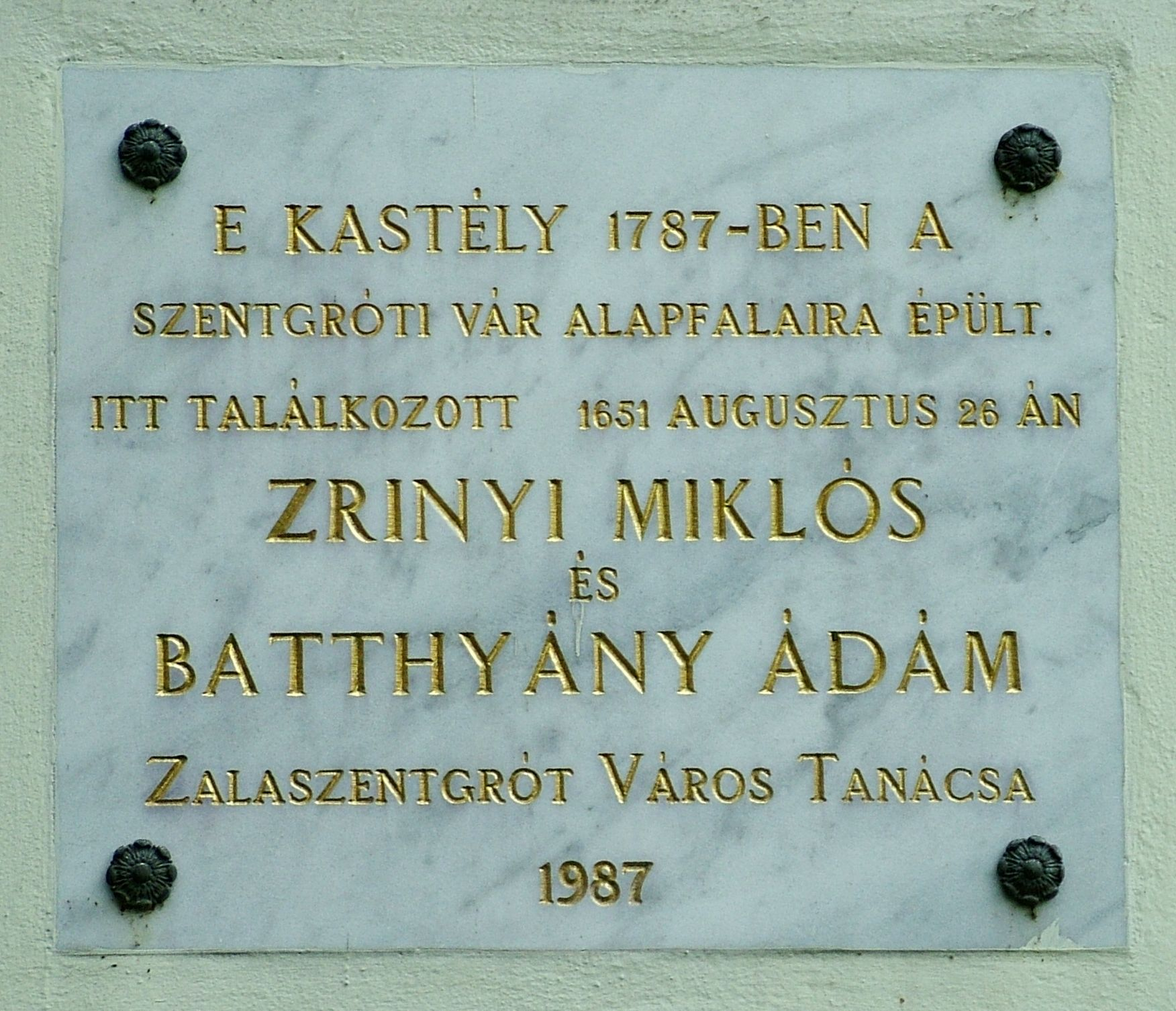
Zrínyi Miklós és Batthyány Ádám találkozásának emléktáblája; Batthyány-kastély; Zala utca 1.
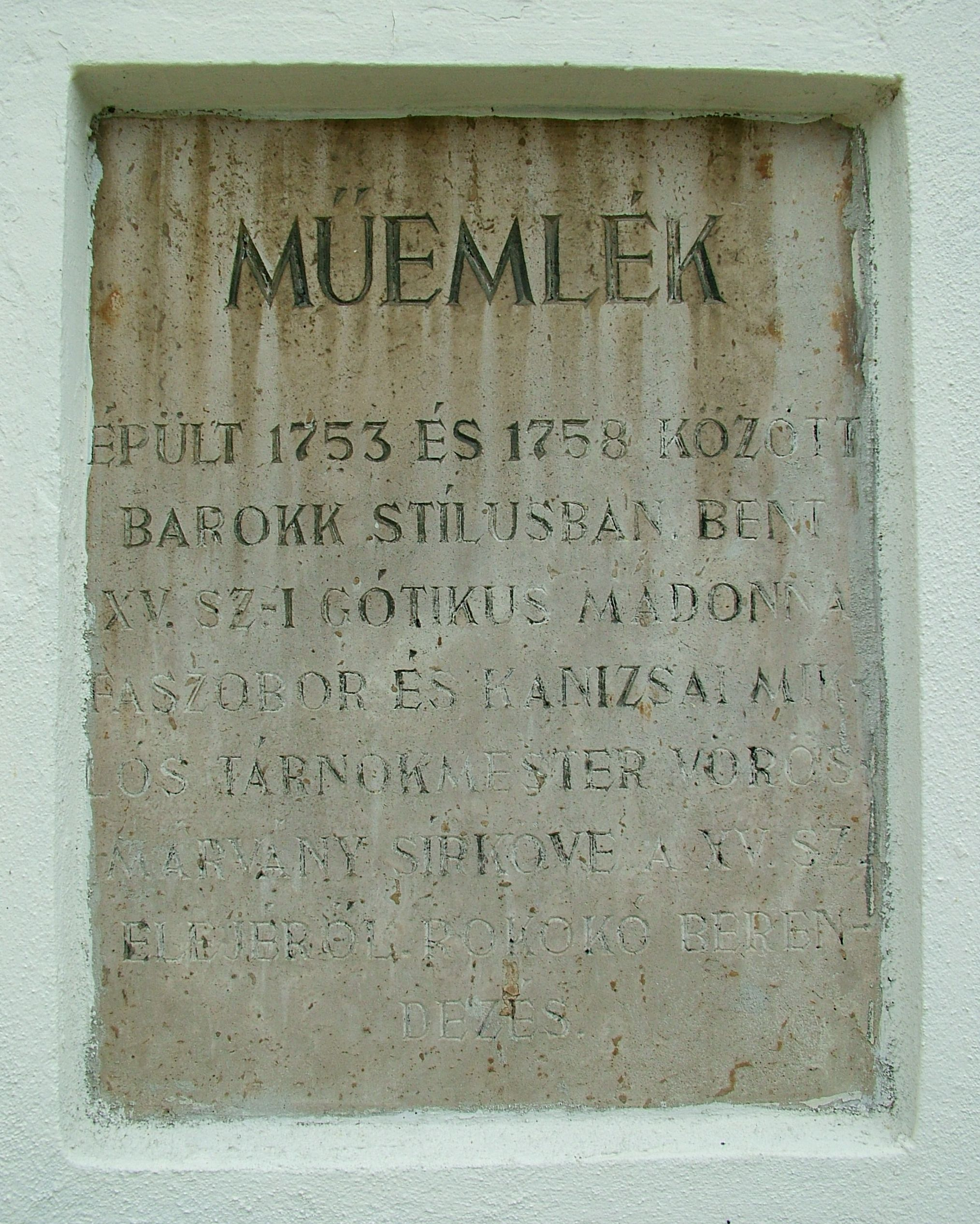
A Szent Imre-templom műemléki táblája; Plébánia utca 4.